# Ateljéinteriör
Ateljéinteriör är en oljemålning från 1916, av den svenska konstnären Sigrid Hjertén. Målningen tillhör sedan 1953 Moderna museet i Stockholm.
Målningen är i sin ytmässiga dekorativism starkt påverkad av hennes lärare Henri Matisse. Ateljén, som hon delade med sin make Isaac Grünewald, låg vid Stadsgården i Stockholm. Vem som suttit modell för kvinnan i förgrunden är okänt, men mannen vid hennes sida i lila kostym är Nils Dardel. Den lilla pojken i det nedre högerhörnet är sonen Iván Grünewald. I soffan i bakgrunden sitter Hjertén själv, omgiven av Einar Jolin och maken i rödaktig kostym.
Hjertén umgicks i de konstnärskretsar som kom att kallas De unga och 1909 års män. Hon var kvinna och målare i en mansdominerad krets av modernister. I Ateljéinteriör har hon målat in tre klassiska kvinnotyper, den traditionella kvinnliga nakenmodellen i det övre vänsterhörnet, den ”exotiska” romska kvinnan upp till och en femme fatale-figur klädd i svart i förgrunden. 